# Trummy Young
Trummy Young, geboren als James Osborne Young (Savannah, 12 januari 1912 - San José, 10 september 1984), was een Amerikaanse jazzmuzikant (zang, trombone) en componist.

## Carrière
Young groeide op in Washington D.C. en werd in 1928 beroepsmuzikant bij de Hot Chocolates van Booker Coleman. Hij werkte daarna in andere plaatselijke bands en van 1934 tot 1937 in het orkest van Earl Hines. Hij werd echter pas bekend na zijn samenwerking met Jimmy Lunceford van 1937 tot 1943. Daarna speelde Young bij Charlie Barnet van 1943 tot 1944, Boyd Raeburn, Benny Goodman en Tiny Grimes. Via Grimes kwam hij in contact met de boppianist Clyde Hart, aan wiens sessie voor Continental Records hij in 1945 deelnam met Charlie Parker en Dizzy Gillespie. Young ging ook op tournee met Jazz At The Philharmonic en leidde zijn eigen ensembles. Van 1947 tot 1952 verbleef hij op Hawai. Vanaf de zomer van 1952 werd hij lid van Louis Armstrongs All Stars, waarmee hij meermaals Europa bezocht. In 1964 verliet hij de All Stars en vestigde hij zich voorgoed op Hawai. Hij speelde nu en dan op jazzfeestjes en bij bijzondere gelegenheden. Toen hij werd uitgenodigd door de Smithsonian Institution, accepteerde hij de uitnodiging. In september 1976 werd een zes uur durende bandopname over zijn leven en zijn muzikantencarrière gemaakt.
Zijn technisch briljante spel, waarbij hij vaak te hoogste tonen van zijn instrument benutte, is onder andere te horen in Earl Hines' Copenhagen (1934) en Rhythm Sunday (1937), in Jimmy Luncefords Annie Laurie (1937), zijn enige hit Margie (waarbij hij ook zong) en Down by the Old Mill Stream (1938), Blue Blazes, Easter Parade, Belgium Stomp, Think Of Me Little Daddy, Lunceford Special (1939) en Bugs Parade (1940). Samen met Sy Oliver, toentertijd trompettist en arrangeur bij Lunceford, schreef hij de hit  'Tain't What You Do (It's the Way That You Do It), die in februari de Billboard-hitlijst bereikte (#11). Bovendien is hij als zangsolist te horen in opnamen met Louis Armstrong en op Luncefords  'Tain't What You Do, Cheatin' On Me, The Lonesome Road Easter Parade, Ain't She Sweet, Think Of Me Little Daddy en I'm In An Awful Mood (1939). Verder nam Young platen op met Buck Clayton en Illinois Jacquet.
Volgens zijn biografie in de editie van 22 november 1977 blz. 9 - 14 (Muziek beheerste mijn leven) van het tijdschrift Ontwaakt! werd Trummy Young in 1964 lid van de Jehovah’s Getuigen. Hij was getrouwd met Sally Tokashiki, met wie hij twee dochters had: Barbara en Andrea Young, die zelf een voortreffelijke jazzzangeres is.

## Overlijden
Trummy Young overleed op 10 september 1984 op 72-jarige leeftijd aan de gevolgen van een hersenbloeding.
- Biblioteca Nacional de España: XX873989
- Bibliothèque nationale de France: cb13901353s (data)
- Gemeinsame Normdatei: 134562887
- International Standard Name Identifier: 0000 0000 7359 2829
- Library of Congress Control Number: n85177076
- MusicBrainz: 11636520-090f-4ea3-8361-53a6f345ccf4
- Nationale Bibliotheek van Tsjechië: xx0083297
- Nationale Bibliotheek van Israël: 987007406728905171
- Nederlandse Thesaurus van Auteursnamen: 071981101
- Istituto Centrale per il Catalogo Unico: RAVV682107
- SNAC: w6fk6csv
- Système universitaire de documentation: 244339767
- Virtual International Authority File: 27253649
- WorldCat: E39PBJf8t44HCPbWwbvVpYFqcP